# Paederini
Paederini — триба жуків підродини Paederinae родини жуків-хижаків (Staphylinidae).

## Опис
Середнього розміру (3 — 10 мм), стрункі жуки, більш-менш циліндричної форми тіла. Більшість видів жовтуваті або коричневі, але види з роду Paederus барвисті з червоним та синім кольорами. Голова досить велика, зазвичай квадратна, відокремлена від грудного щитка (переднеспинки) чіткою, вузькою «шиєю». Фасеткові очі зазвичай досить маленькі, а вусики тонкі. Крила приблизно такі ж завдовжки, як нагрудний щиток. Задня частина тіла довга і циліндрична. Ноги зазвичай досить короткі, і, особливо у багатого видового роду Lathrobium, потужні, пристосовані до риття.

## Спосіб життя
Наземні хижаки, які трапляються у помірно вологих місцях. Ці жуки живуть на землі, де вузька форма тіла допомагає їм легко проникати між листям і корінням. Види з роду Paederus добре літають, деякі інші види мають зменшені крила і не можуть літати.
Деякі види роду Paederus є небезпечними для людини: виділення їхніх залоз може викликати хімічний опік шкіри. Активна речовина називається педерин і має високу токсичність, більшу, ніж отрута кобри.

## Роди
Виділяють 28 родів:
- Acalophaena Sharp, 1886 g b
- Achenomorphus Motschoulsky, 1858 g b
- Astenus Dejean, 1833 c g b
- Biocrypta Casey, 1905 g b
- Dacnochilus Leconte, 1861 g b
- Echiaster Erichson, 1839 c g b
- Eustilicus Sharp, 1886 g b
- Homaeotarsus Hochhuth, 1851 c g b
- Lathrobium (Tetartoppeus) convolutum Watrous, 1980 i c g b
- Lissobiops Casey, 1905 b
- Lithocharis Dejean, 1833 i c g b
- Lobrathium Mulsant & Rey, 1878 c g b
- Medon (Platymedon) truncatum Hatch, 1957 i c g b
- Megastilicus Casey, 1889 g b
- Myrmecosaurus Wasmann, 1909 g b
- Ochthephilum Stephens, 1829 c g b
- Orus Casey, 1885 g b
- Pachystilicus Casey, 1905 g b
- Paederus ( Harpopaederus ) xui Peng & Li c g b
- Pseudolathra Casey, 1905 g b
- Rugilus Leach, 1819 c g b
- Scopaeus Erichson, 1839 c g b
- Sphaeronum Sharp, 1876 g b
- Stamnoderus Sharp, 1886 g b
- Stilicopsis Sachse, 1852 g b
- Sunius Stephens, 1829 i c g b
- Tetartopeus Czwalina, 1888 g b
- Thinocharis Kraatz, 1859 c g b

Data sources: i = ITIS, c = Catalogue of Life, g = GBIF, b = Bugguide.net